# سينيتيك

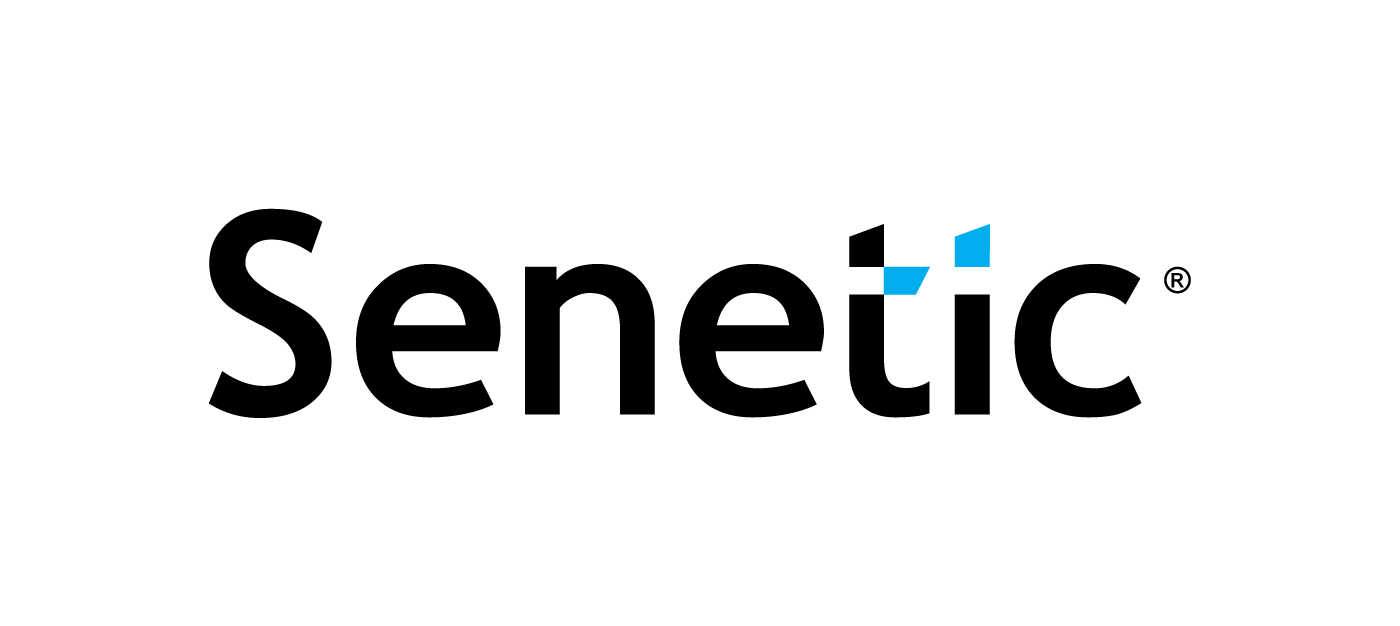

سينيتيك هي شركة بولندية متخصصة في الخدمات السحابية وتوزيع معدات الشبكات والمعالجات والبرمجيات لأشهر العلامات التجارية الرائدة في مجال تكنولجيا المعلومات. وهذا إضافة للشراكة التي تجمع كل من شركتي سينيتيك ومايكروسوفت، والشركة أيضا حاصلة على 16 كفاءة ذهبية من كفاءات مايكروسوفت (Microsoft golden competencies).
والشركة سميت باسم شريك السنة لعام 2017 لفئة الشركات المتوسطة والصغيرة في السوق البولندي.

## التاريخ
تأسست الشركة في عام 2009، وقد وسعت أعمالها  بشكل حيوي من خلال فتح فروع جديدة، بما في ذلك في المملكة المتحدة وسويسرا والسويد وبلغاريا وألمانيا والولايات المتحدة. في عام 2016، أصبحت سينيتيك الشريك المباشر لميكروسوفت في برنامج مزود حلول الحوسبة والخدمات السحابية، والتي تتضمن منتجات مثل مجموعة التنقل المؤسسي، ديناميكس CRM اون لاين، مايكروسوفت أزور، ومايكروسوفت 365.

## الشركاء
سينيتيك أمنت العديد من العلاقات التجارية بما في ذلك كل من في إم وير بريمير (VMware Premier)، وديل (Dell)، وأيضا شركة
أوراكل (Oracle)، والشريك المباشر لمايكروتك (MikroTik Ltd)، وسيمانتك (Symantec)، وفوجيتسو (Fujitsu)، و(Allied Telesi)، وأيضا (Ubiquiti).

## المنتجات والخدمات
- الحلول السحابية

استشارات وتصميم وتنفيذ حلول الأعمال في مجال خدمات مايكروسوفت السحابية: مايكروسوفت 365، مايكروسوفت أزور، مايكروسوفت شير بوينت.
- معدات تكنولوجيا المعلومات

خوادم، أجهزة توجيه، وحدات تخزين كبيرة، ملحقات، كاميرات، نظام تحديد المواقع، شاشات.
- برمجة

حلول تدعم الأمان، بالإضافة إلى أدوات استعادة البيانات ومنصات المحاكاة الافتراضية.
- الاستعانة بمصادر خارجية لتكنولوجيا المعلومات

تكامل إدارة علاقات العملاء ومايكروسوفت شير بوينت والأنظمة الأخرى المستندة إلى تقنيات ميكروسوفت، وتوفير الدعم في عمليات ترحيل البنية التحتية المحلية إلى السحابة في نماذج البنية التحتية كخدمة والبرمجيات خدمة والمنصة كخدمة، وخدمات أمن تكنولوجيا المعلومات: عمليات التدقيق والتكوينات والنسخ الاحتياطية والصيانة.
- أكاديمية سينتيك

أكاديمية سينتيك عبارة عن منصة للدورات التدريبية عبر الإنترنت للمستخدمين والإداريين المتقدمين، من خلال الدورات التدريبية عبر الإنترنت، يكتسب المستخدمون المعرفة في مجالات تكنولوجيا المعلومات المختلفة.
- مؤتمرات ITevolution

سلسلة من المؤتمرات الإقليمية لتكنولوجيا المعلومات مخصصة لمؤسسات القطاع العام والشركات الصغيرة والمتوسطة.

## الجوائز والأوسمة
سينيتيك متواجدة أيضا ضمن قائمة أفضل 200 شركة كومبيوتر في العالم (Computerworld TOP200 list)، مع عائدات تزيد على 238 مليون زلوتي بولندي.